# Rantau Tenang (Tebing Tinggi)
Rantau Tenang is een bestuurslaag in het regentschap Empat Lawang van de provincie Zuid-Sumatra, Indonesië. Rantau Tenang telt 1773 inwoners (volkstelling 2010).